# Moscufo
Moscufo là một đô thị thuộc tỉnh Pescara trong vùng Abruzzo của Ý. Ý. Đô thị này có diện tích 20 km², dân số 3163 người. Các đô thị giáp ranh gồm:
Cappelle sul Tavo, Collecorvino, Loreto Aprutino, Pianella, Spoltore.